# Non andare più lontano
Chansons représentant l'Italie au Concours Eurovision de la chanson
Dio, come ti amo
(1966) Marianne
(1968)
Non andare più lontano (« Ne t'éloigne plus jamais ») est une chanson composée par Gino Mescoli sur des paroles de Vito Pallavicini et interprétée par le chanteur italien Claudio Villa, sortie en 45 tours en 1967. 
C'est la chanson représentant l'Italie au Concours Eurovision de la chanson 1967.

## À l'Eurovision

### Sélection
La chanson Non andare più lontano, interprétée par Claudio Villa, est sélectionnée en interne début 1967 par la Radiotelevisione Italiana, pour représenter l'Italie au Concours Eurovision de la chanson 1967 le 8 avril à Vienne.

### À Vienne
La chanson est intégralement interprétée en italien, langue officielle de l'Italie, comme l'impose la règle de 1966 à 1972. L'orchestre est dirigé par Giancarlo Chiaramello.
Non andare più lontano est la seizième chanson interprétée lors de la soirée du concours, suivant Vse rože sveta de Lado Leskovar pour la Yougoslavie et précédant If I Could Choose de Sean Dunphy pour l'Irlande.
À l'issue du vote, elle obtient 4 points, se classant 11e sur 18 chansons,.

## Liste des titres
| A. | Non andare più lontano | Gino Mescoli, Vito Pallavicini | 2:55 |
| B. | Shake all'italiana     | Corrado Lojacono               | 4:10 |

## Historique de sortie
| Pays      | Date | Format      | Label   |
| --------- | ---- | ----------- | ------- |
| Allemagne | 1967 | 45 tours    | Ariola  |
| Espagne   | 1967 | EP 45 tours | Vergara |
| Italie    | 1967 | 45 tours    | Cetra   |
| Portugal  | 1967 | EP 45 tours | Cetra   |